# Hœnheim
Hœnheim (en alemán: Hönheim) es una localidad y  comuna francesa situada en el departamento del Bajo Rin, en la región de Alsacia. Tiene una población de 10.726 habitantes (según censo de 1999) y una densidad de 3.136 h/km². Forma parte de la Eurometrópoli de Estrasburgo.
- Datos: Q22422
- Multimedia: Hœnheim / Q22422

1. ↑  Worldpostalcodes.org, código postal n.º 67800.
2. ↑  INSEE, Datos de población para el año 2012 de Hœnheim (en francés).